# Dompierre-sur-Nièvre
Pour les articles homonymes, voir Dompierre.
Dompierre-sur-Nièvre (nivernais Dompiarre) est une commune française située dans le département de la Nièvre, en région Bourgogne-Franche-Comté.

## Géographie
Dompierre-sur-Nièvre est situé à environ 40 km au sud-est de Cosne-Cours-sur-Loire, son chef-lieu d’arrondissement. Le point le plus haut de la commune culmine à 333 mètres d'altitude. Le point le plus bas est à 222 mètres.
Les communes limitrophes sont : Arbourse, Châteauneuf-Val-de-Bargis, Champlemy, Saint-Bonnot, Giry, Prémery, Beaumont-la-Ferrière et La Celle-sur-Nièvre.
Les agglomérations les plus proches sont Arbourse, (4 km) et Châteauneuf-Val-de-Bargis (6 km). La Charité-sur-Loire se trouve à 25 km. La route départementale D 117 traverse le village.
En 2017, la commune compte 191 habitants.

### Géologie
Le sous-sol est essentiellement composé de roches calcaires, marnes et gypses.

### Villages, hameaux, lieux-dits, écarts
- Bas-de-la-Celle (le), Biches (les), Camp-de-Chalon (ferme du), Château (le), Cordes (les), Dompierre, Fontaraby, Grange-Mouton (la), Grenant, Hâtes (les), Justice (la), Metz (le), Mont (le), Vaubian, Vernes (les) et Vilaines[1].

### Climat
Pour des articles plus généraux, voir Climat de la Bourgogne-Franche-Comté et Climat de la Nièvre.
En 2010, le climat de la commune est de type climat océanique dégradé des plaines du Centre et du Nord, selon une étude du Centre national de la recherche scientifique s'appuyant sur une série de données couvrant la période 1971-2000. En 2020, Météo-France publie une typologie des climats de la France métropolitaine dans laquelle la commune est exposée à un climat océanique altéré et est dans la région climatique  Centre et contreforts nord du Massif Central, caractérisée par un air sec en été et un bon ensoleillement. 
Pour la période 1971-2000, la température annuelle moyenne est de 10,5 °C, avec une amplitude thermique annuelle de 15,6 °C. Le cumul annuel moyen de précipitations est de 864 mm, avec 12,5 jours de précipitations en janvier et 8 jours en juillet. Pour la période 1991-2020, la température moyenne annuelle observée sur la station météorologique de Météo-France la plus proche, « Premery », sur la commune de Prémery à 9 km à vol d'oiseau, est de 11,1 °C et le cumul annuel moyen de précipitations est de 911,1 mm. 
La température maximale relevée sur cette station est de 40,5 °C, atteinte le 11 août 2003 ; la température minimale est de −15,1 °C, atteinte le 26 janvier 2007,,. 
Les paramètres climatiques de la commune ont été estimés pour le milieu du siècle (2041-2070) selon différents scénarios d'émission de gaz à effet de serre à partir des nouvelles projections climatiques de référence DRIAS-2020. Ils sont consultables sur un site dédié publié par Météo-France en novembre 2022.

## Urbanisme

### Typologie
Au 1er janvier 2024, Dompierre-sur-Nièvre est catégorisée commune rurale à habitat dispersé, selon la nouvelle grille communale de densité à sept niveaux définie par l'Insee en 2022.
Elle est située hors unité urbaine. Par ailleurs la commune fait partie de l'aire d'attraction de Nevers, dont elle est une commune de la couronne,. Cette aire, qui regroupe 93 communes, est catégorisée dans les aires de 50 000 à moins de 200 000 habitants,.

### Occupation des sols
L'occupation des sols de la commune, telle qu'elle ressort de la base de données européenne d’occupation biophysique des sols Corine Land Cover (CLC), est marquée par l'importance des forêts et milieux semi-naturels (58,6 % en 2018), une proportion identique à celle de 1990 (58,6 %). La répartition détaillée en 2018 est la suivante : forêts (58,6 %), prairies (23,2 %), terres arables (18,1 %). L'évolution de l’occupation des sols de la commune et de ses infrastructures peut être observée sur les différentes représentations cartographiques du territoire : la carte de Cassini (XVIIIe siècle), la carte d'état-major (1820-1866) et les cartes ou photos aériennes de l'IGN pour la période actuelle (1950 à aujourd'hui).

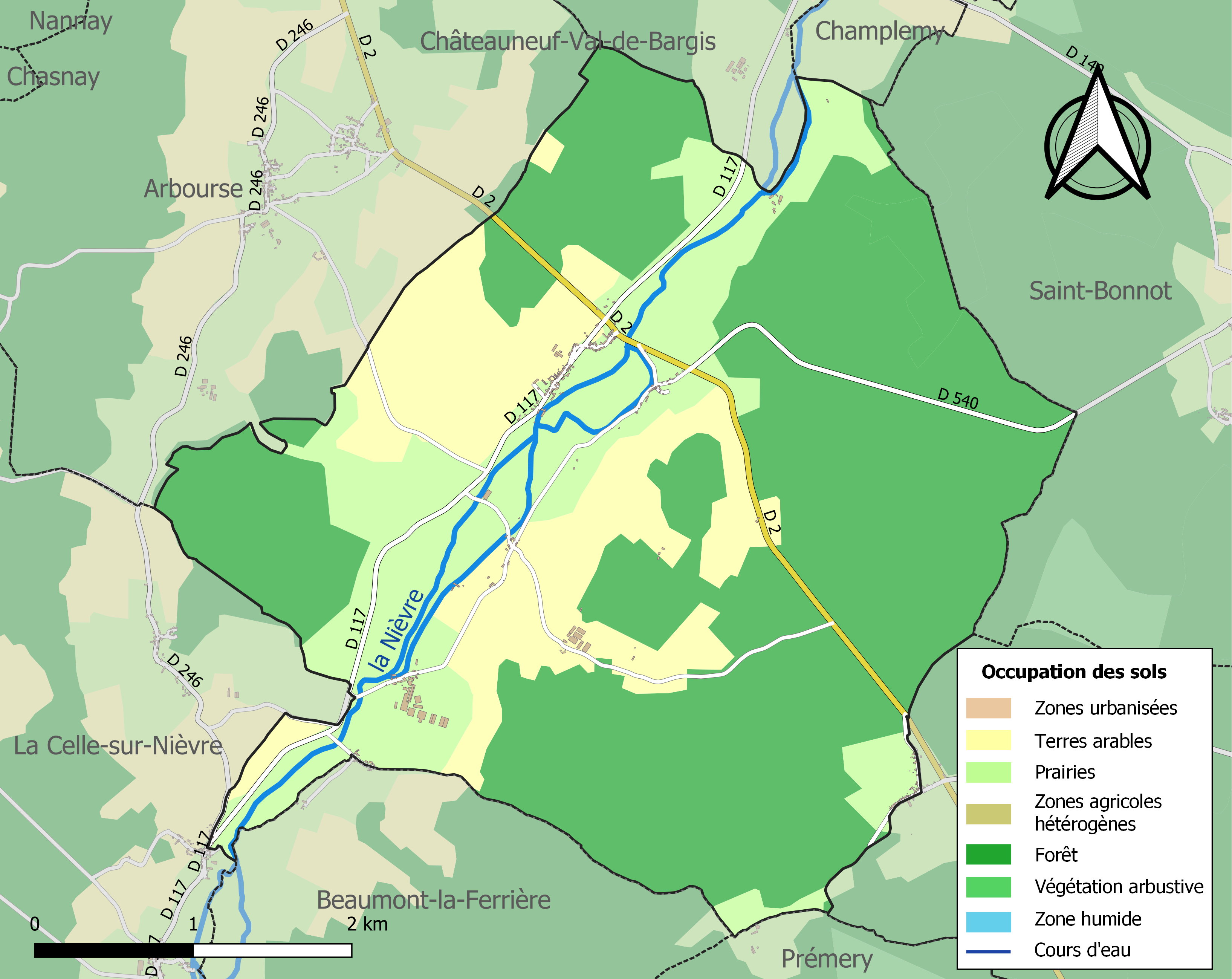
Carte des infrastructures et de l'occupation des sols de la commune en 2018 (CLC).

## Toponymie
Le nom de Dompierre dérive du latin domnus, au sens de « saint », et Pierre.
On relève les occurrences suivantes du nom de la commune : Apud Donam Petrum (1231), La maison-forte de Dompierre-sur-Nièvre (1354), Dampre (1488), Dompetra-super-Nievram (1537).
Au cours de la période révolutionnaire de la Convention nationale (1792-1795), la commune a porté provisoirement le nom de Vallière-sur-Nièvre.

### Dompierre de France
Dompierre fait partie de l'Association des Dompierre-de-France regroupant 23 communes françaises dont le nom comporte Dompierre. Chaque année, une commune différente accueille la fête de l'association. Dompierre-sur-Nièvre n'a encore jamais réuni ses cousins dompierrois et dompierrais ni pour la Fête Nationale ni pour l'assemblée générale. En 2013, la fête a eu lieu le 1er week-end de juillet à Dompierre-les-Ormes en Saône-et-Loire.

## Histoire

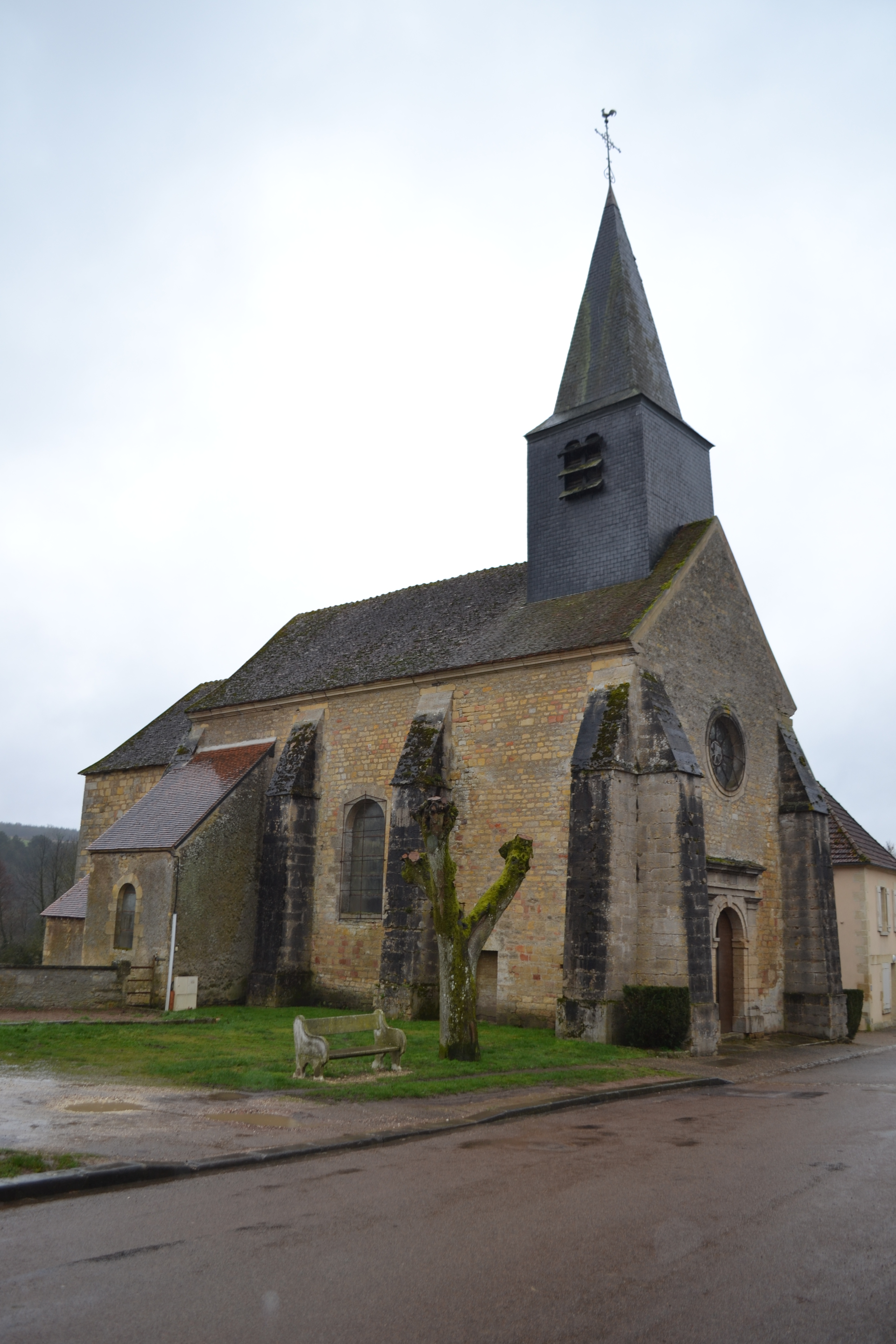
Ėglise.

- En 1210, le comte Hervé IV de Donzy cède aux religieux de La Charité tous ses droits sur Dompierre[18].
- La première mention connue du nom de la commune date de 1231 : Apud Donam Petrum.
- XIVe siècle : construction du château[19].
- En 1655, un habitant, le meunier Robert Convert, porte plainte pour injures contre le curé du lieu, Pierre Bonnerot[20].
- De novembre 1855 à mars 1856, une épidémie d’angine gangréneuse règne dans la commune[21].
- En 1867, la commune demande l’établissement de quatre foires annuelles sur son territoire mais cette demande est rejetée par le Conseil général de la Nièvre[22].
- En 1902, un rapport signale que l’école des filles est installée dans des locaux mal aménagés et dont l’état est lamentable et qu’une réfection s’impose[23].
- En 1906[24], le nombre d'habitants de Dompierre-sur-Nièvre, qui compte 175 maisons, s'élève à 515 individus. La commune compte un curé, un instituteur et une institutrice publics, un garde champêtre et quatre cantonniers. Il y a moins d’une dizaine de commerçants : 4 épiciers, 1 aubergiste, 1 boulanger et 1 boucher. À cette liste, on peut sans doute ajouter 1 négociante, 1 commerçant en mercerie et 1 marchand de bétail. Les artisans sont nombreux et variés : 26 couturières, 6 lingères, 6 charbonniers, 5 maçons, 4 bourreliers, 4 sabotiers, 4 meuniers, 3 tisserands, 2 charrons, 2 maréchaux-ferrants, 2 cordonniers, 2 scieurs de long, 1 charpentier, 1 menuisier, 1 serrurier et 1 passementière. La catégorie socioprofessionnelle la plus représentée est celle des bûcherons (39 individus), suivie par les cultivateurs (33, dont 2 cultivateurs-exploitants), les domestiques (22, dont 10 domestiques de ferme), les ouvriers agricoles (21), les propriétaires-exploitants (8) et les fermiers (6). On recense également dans la commune 3 charretiers, 2 journaliers, 1 vigneron, 1 farinier[25], 1 ouvrier d’usine (employé par l’entreprise Lambiotte à Prémery) et 1 artiste-peintre[26]. Le comte de Rolland emploie 1 cocher et 1 garde-chasse. Au total, on relève à Dompierre 43 professions différentes. On n’y trouve, selon le recensement de 1906, ni médecin ni notaire ni sage-femme. Il n’y a aucun étranger dans la commune. Comme c’est souvent le cas dans la Nièvre, plusieurs familles du village accueillent un « élève de l’assistance » né dans la capitale : il y a 40 « petits Paris » à Dompierre-sur-Nièvre en 1906.
- Mort le 27 mars 1907 de l’artiste-peintre Jules Monteigner, élève de Charles Gleyre, ancien maire de la commune, né à Dompierre en 1836. Peintre de genre, mais aussi portraitiste, il aimait peindre les sites de la vallée de la Nièvre[27].
- En 1931, un syndicat de bûcherons est constitué dans la commune[28].
- Le 15 mai 1939, un fermier, nettoyant son hangar, y découvre un sac de toile contenant 22 000 francs de valeurs ; après enquête, il s’avère que cette petite fortune appartient à un vagabond de 75 ans, ayant couché quelque temps plus tôt dans le hangar[29].

### Curés
- Pierre Bonnerot (1655)[20], André Migault (1739)[30].

### Seigneur
- Jacques-Nicolas Colbert, prieur commendataire de l’abbaye du Bec-Hellouin, prieur de Notre-Dame de La Charité, seigneur de Dompierre et de Murlin (1667)[20].

## Politique et administration
| Période                                  | Période      | Identité             | Étiquette | Qualité     |
| ---------------------------------------- | ------------ | -------------------- | --------- | ----------- |
| 1848                                     |              | Martin de Chanteloup |           |             |
| avant 1988                               | ?            | Pierre Bosquet       | PCF       |             |
| 2001                                     | 2008         | Éric Guyot           |           |             |
| mars 2008                                | 2014         | Thierry Guyot        | DVG       | Électricien |
| mars 2014                                | juillet 2017 | Marylise Chevrin     |           |             |
| octobre 2017                             | En cours     | Sylvie Thomas        |           |             |
| Les données manquantes sont à compléter. |              |                      |           |             |

## Démographie
L'évolution du nombre d'habitants est connue à travers les recensements de la population effectués dans la commune depuis 1793. Pour les communes de moins de 10 000 habitants, une enquête de recensement portant sur toute la population est réalisée tous les cinq ans, les populations de référence des années intermédiaires étant quant à elles estimées par interpolation ou extrapolation. Pour la commune, le premier recensement exhaustif entrant dans le cadre du nouveau dispositif a été réalisé en 2007.

En 2022, la commune comptait 183 habitants, en évolution de −6,15 % par rapport à 2016 (Nièvre : −3,28 %, France hors Mayotte : +2,11 %).
| 1793 | 1800 | 1806 | 1821 | 1831 | 1836 | 1841 | 1846 | 1851 |
| ---- | ---- | ---- | ---- | ---- | ---- | ---- | ---- | ---- |
| 420  | 500  | 509  | 540  | 520  | 622  | 639  | 660  | 648  |

| 1856 | 1861 | 1866 | 1872 | 1876 | 1881 | 1886 | 1891 | 1896 |
| ---- | ---- | ---- | ---- | ---- | ---- | ---- | ---- | ---- |
| 624  | 654  | 705  | 749  | 791  | 740  | 725  | 651  | 608  |

| 1901 | 1906 | 1911 | 1921 | 1926 | 1931 | 1936 | 1946 | 1954 |
| ---- | ---- | ---- | ---- | ---- | ---- | ---- | ---- | ---- |
| 557  | 527  | 502  | 387  | 403  | 332  | 317  | 317  | 300  |

| 1962 | 1968 | 1975 | 1982 | 1990 | 1999 | 2006 | 2007 | 2012 |
| ---- | ---- | ---- | ---- | ---- | ---- | ---- | ---- | ---- |
| 249  | 231  | 212  | 195  | 173  | 152  | 170  | 172  | 195  |

| 2017 | 2022 | - | - | - | - | - | - | - |
| ---- | ---- | - | - | - | - | - | - | - |
| 191  | 183  | - | - | - | - | - | - | - |

## Culture locale et patrimoine

### Lieux et monuments
- Église (1780).
- Château, à deux kilomètres au sud du village, ancien château de Néant[36].

### Personnalités liées à la commune
- Julien Maitron, champion cycliste, est né à Dompierre le 20 février 1881.
- Jules Monteignier (1836-1907), peintre, né à Dompierre ; y a longtemps vécu[37] et en a été le maire.